# Loučim
Loučim (německy Lautschim) je obec v okrese Domažlice v Plzeňském kraji. Žije zde 125 obyvatel.

## Historie
Loučim leží zhruba v polovině cesty mezi Klatovy a Domažlicemi a spolu s Libkovem je vstupní bránou Kdyňské kotliny a dolního Chodska. Místopisný slovník historického království Českého zmiňuje Loučím, farní ves s kostelem, již roku 1357. V té době vládl v Čechách Karel IV. Loučímský kostel byl tehdy nejoblíbenějším poutním místem v celém Pošumaví. Loučím byl majetkem Viléma z Příchovic, po němž se v držení vystřídala řada šlechtických rodů.
V roce 1900 se Loučim stala samostatnou politickou a katastrální obcí, obyvatelé si zvolili obecního představeného, který se staral o záležitosti obce, která od roku 1850 patřila do plzeňského kraje, domažlického politického okresu a kdyňského soudního a berního okresu. Majitelem byl nicméně až do parcelace v roce 1924 Karel Antonín kníže z Hohenzollern-Sigmaringen. V roce 1881 bylo v Loučimi napočítáno 381 obyvatel.
Kostel Narození Panny Marie je nejstarší historickou památkou vsi. Je v něm uschována kopie sošky tzv. Černé loučimské Madony, která má v hlavě zaseknutý meč. Podle pověsti ukryly ženy mariánské družiny před husitskými nájezdníky sošku v hustém šumavském hvozdu na bavorské straně hranice v dutém kmeni staré lípy. Tam ji objevil husitský vůdce Ctibor Krčma, rychtář z Votavy (Otova) a mečem jí rozťal hlavu. Z rány dřevěné sochy vytryskla čerstvá krev a násilník začal okamžitě svého činu litovat. Na místě nálezu zázračné sošky postavili bavorští věřící kapli, kterou později nahradil františkánský klášter s kostelem nazývaný dnes spolu s městečkem Neukirchen bei heiligen Blut. V tomto klášteře je stará mariánská soška uložená dodnes.
Na hřbitově u kostela je kromě zdejších význačných duchovních pochován také český básník a spisovatel, představitel májovců Rudolf Mayer (13. října 1837 Nová Hospoda u Plánice – 12. srpna 1865 Loučim).
Dějiny zdejší židovské náboženské obce připomíná starý hřbitov, sloužící pěti židovským obcím – Dlažov, Kdyně, Koloveč, Loučim a Všeruby – založený těsně po roce 1841. Poslední pohřeb do země se zde uskutečnil v roce 1948. K hřbitovu vede dobře značená polní cesta podél silnice z Loučimi do Libkova.

## Obyvatelstvo
| Rok            | 1869 | 1880 | 1890 | 1900 | 1910 | 1921 | 1930 | 1950 | 1961 | 1970 | 1980 | 1991 | 2001 | 2011 | 2021 |
| -------------- | ---- | ---- | ---- | ---- | ---- | ---- | ---- | ---- | ---- | ---- | ---- | ---- | ---- | ---- | ---- |
| Počet obyvatel | 419  | 381  | 341  | 334  | 310  | 304  | 239  | 189  | 185  | 123  | 143  | 131  | 124  | 127  | 123  |
| Počet domů     | 55   | 56   | 56   | 49   | 50   | 51   | 54   | 52   | 48   | 47   | 46   | 50   | 54   | 55   | 57   |

## Obecní správa
Mezi lety 1869–1980 Loučim byl obcí v okrese Domažlice. Od 1. července 1980 do 23. listopadu 1990 patřil jako část města ke Kdyni a od 24. listopadu 1990 je opět samostatnou obcí.

## Pamětihodnosti
- Kostel Narození Panny Marie
- Židovský hřbitov v Loučimi v lese severně od vesnice
- Socha svatého Jana Nepomuckého u kostela mezi stromy
- Fara, u kostela

## Galerie

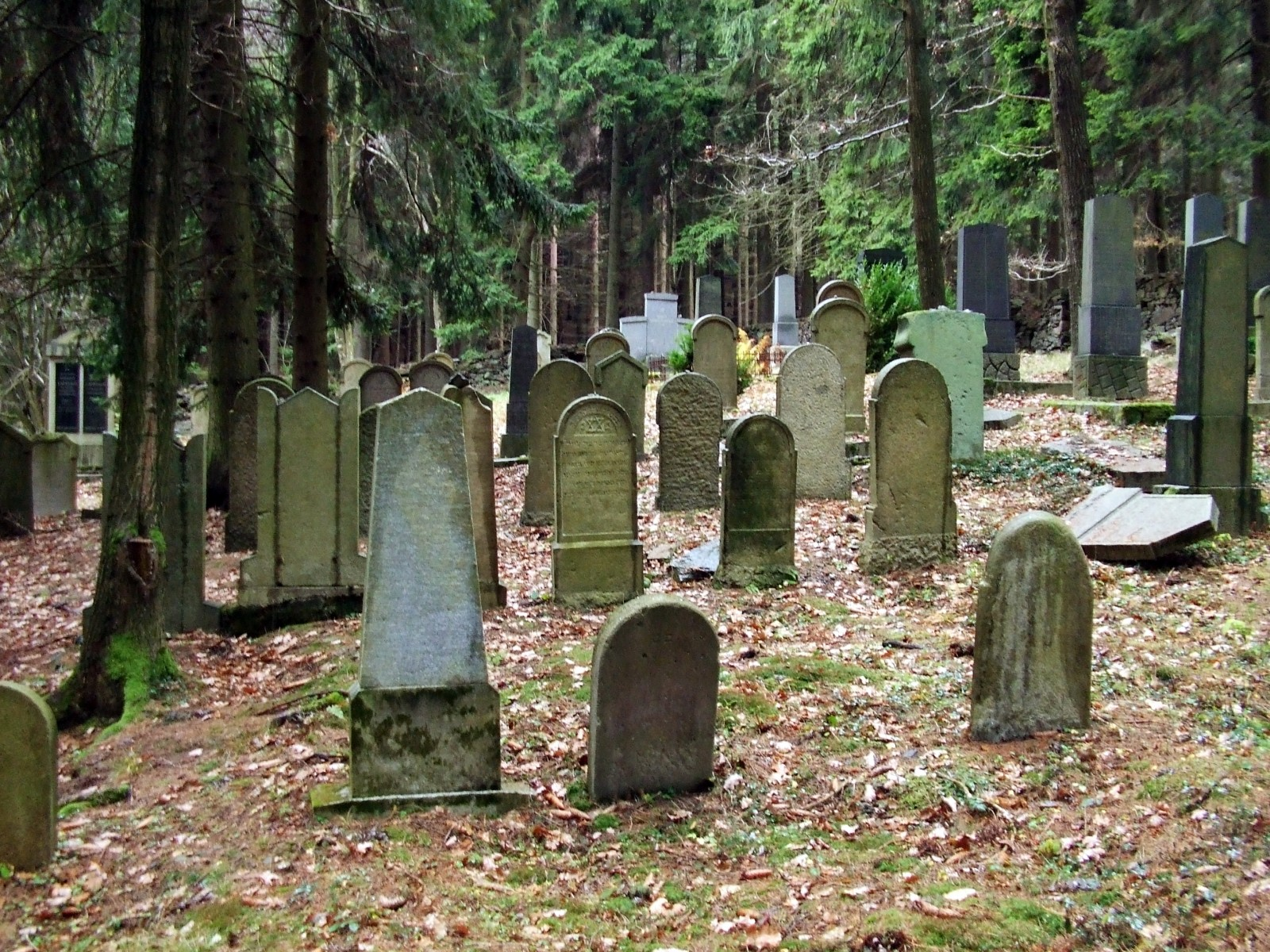
Židovský hřbitov v Loučimi
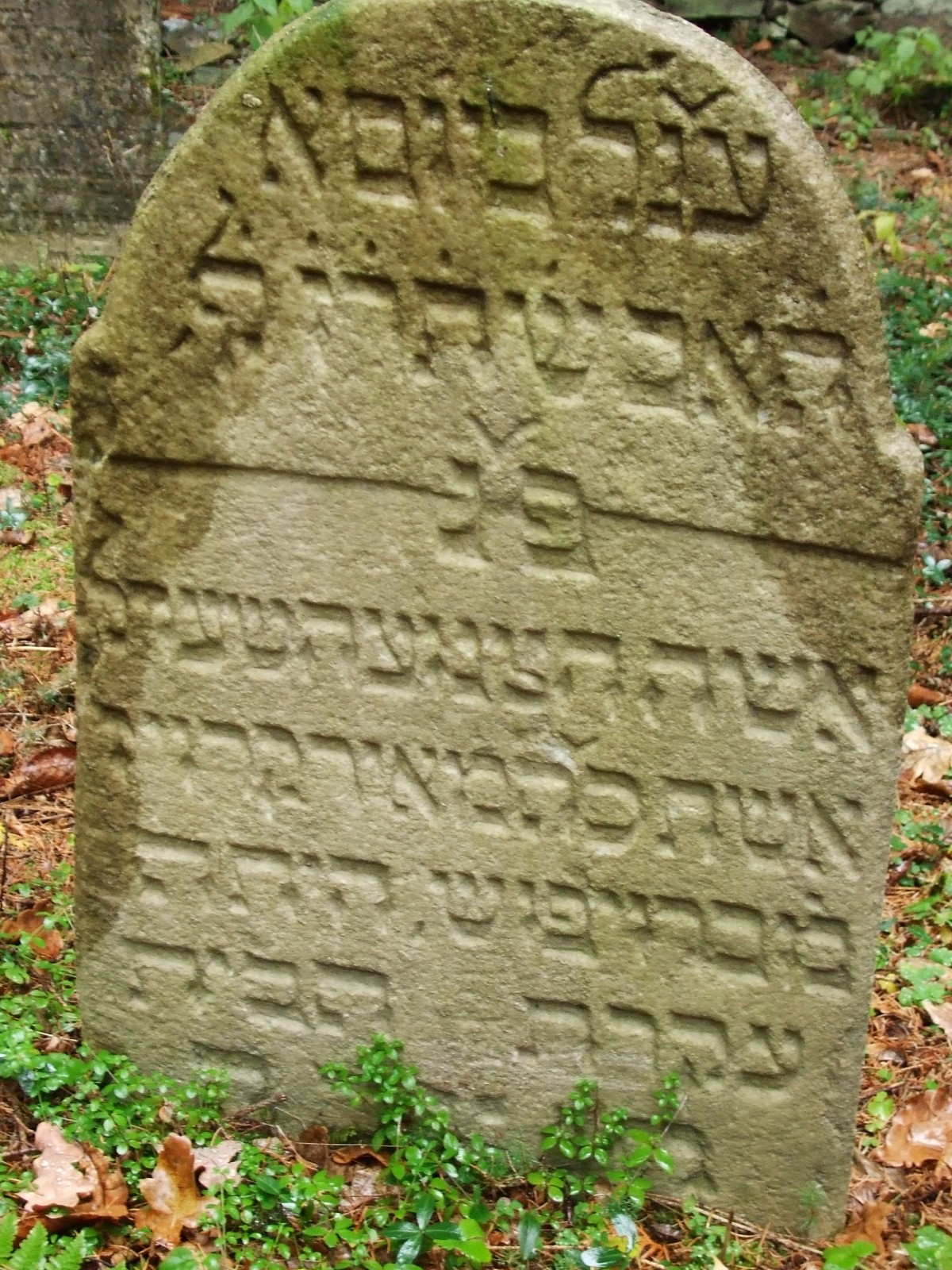
Náhrobní kámen
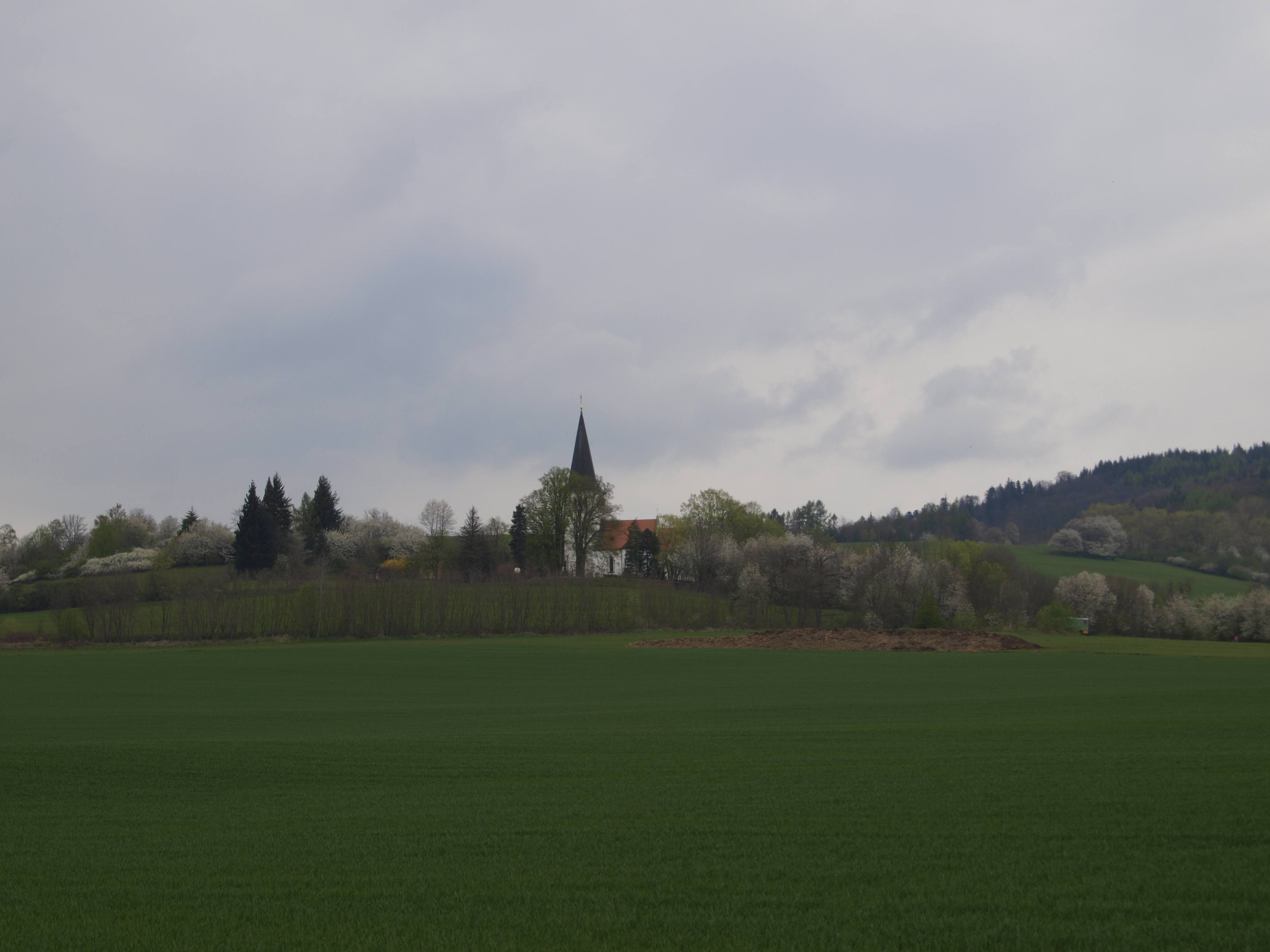
Kostel Zrození Panny Marie